# Verein für Bewegungsspiele Oldenburg 1994-1995
Questa voce raccoglie le informazioni riguardanti il Verein für Bewegungsspiele Oldenburg nelle competizioni ufficiali della stagione 1994-1995.

## Stagione
Nella stagione 1994-1995 l'Oldenburg, allenato da Horst Wohlers e Krzysztof Zając, concluse il campionato di Regionalliga Nord al 5º posto.

## Rosa
| N. |                     | Ruolo | Calciatore      |
| -- | ------------------- | ----- | --------------- |
|    | Germania (bandiera) | P     | Hans-Jörg Butt  |
|    | Polonia (bandiera)  | D     | Wiesław Cisek   |
|    | Germania (bandiera) | D     | Sandy Enge      |
|    | Germania (bandiera) | D     | Dirk Gellrich   |
|    | Germania (bandiera) | D     | Thomas Grabow   |
|    | Germania (bandiera) | D     | Dirk Lellek     |
|    | Polonia (bandiera)  | D     | Krzysztof Zając |
|    | Germania (bandiera) | C     | Sven Bremer     |
|    | Germania (bandiera) | C     | Timo Ehle       |

| N. |                     | Ruolo | Calciatore          |
| -- | ------------------- | ----- | ------------------- |
|    | Germania (bandiera) | C     | Thomas Goch         |
|    | Germania (bandiera) | C     | Carsten Herrmann    |
|    | Germania (bandiera) | C     | Eckhard Lück        |
|    | Germania (bandiera) | C     | Alexander Woloschin |
|    | Germania (bandiera) | C     | Patrick Zierott     |
|    | Germania (bandiera) | A     | Horst Elberfeld     |
|    | Croazia (bandiera)  | A     | Dean Ljubančić      |
|    | Polonia (bandiera)  | A     | Eugeniusz Ptak      |

## Organigramma societario
Area tecnica
- Allenatore: Horst Wohlers e Krzysztof Zając
- Allenatore in seconda:
- Preparatore dei portieri:
- Preparatori atletici:
- Analisi video:

## Calciomercato

### Sessione estiva
| Acquisti | Acquisti       | Acquisti                         | Acquisti |
| R.       | Nome           | da                               | Modalità |
| -------- | -------------- | -------------------------------- | -------- |
| D        | Dirk Gellrich  | Osnabrück                        |          |
| C        | Thomas Goch    | St. Pauli                        |          |
| A        | Dean Ljubančić | Template:Calcio NK Pazinka Pazin |          |

| Cessioni | Cessioni        | Cessioni          | Cessioni |
| R.       | Nome            | a                 | Modalità |
| -------- | --------------- | ----------------- | -------- |
| P        | Andreas Nofz    | Aurich            |          |
| D        | Dirk Paulig     | Herzlake          |          |
| C        | Mathias Trätmar | Atlas Delmenhorst |          |
| A        | Arie van Lent   | Werder Brema II   |          |

## Risultati

### Regionalliga

#### Girone di andata
| 31 luglio 1994, ore 15:00 CEST 1ª giornata | Oldenburg | 2 – 2 | 93 Amburgo |  |

| 7 agosto 1994, ore 15:00 CEST 2ª giornata | Lurup | 1 – 2 | Oldenburg |  |

| 21 agosto 1994, ore 15:00 CEST 3ª giornata | Oldenburg | 1 – 0 | TuS Celle |  |

| 28 agosto 1994, ore 15:00 CEST 4ª giornata | Lubecca | 1 – 2 | Oldenburg |  |

| 4 settembre 1994, ore 15:00 CEST 5ª giornata | Oldenburg | 0 – 0 | Hoisdorf |  |

| 11 settembre 1994, ore 15:00 CEST 6ª giornata | Werder Brema II | 0 – 1 | Oldenburg |  |

| 18 settembre 1994, ore 15:00 CEST 7ª giornata | Oldenburg | 2 – 5 | Wilhelmshaven |  |

| 24 settembre 1994, ore 15:00 CEST 8ª giornata | Bremerhaven FC | 3 – 0 | Oldenburg |  |

| 9 ottobre 1994, ore 15:00 CET 9ª giornata | Lüneburger | 2 – 0 | Oldenburg |  |

| 16 ottobre 1994, ore 15:00 CET 10ª giornata | Oldenburg | 1 – 0 | Concordia Amburgo |  |

| 22 ottobre 1994, ore 15:00 CET 11ª giornata | Amburgo II | 1 – 1 | Oldenburg |  |

| 29 ottobre 1994, ore 15:00 CET 12ª giornata | Oldenburg | 0 – 0 | Kickers Emden |  |

| 5 novembre 1994, ore 15:00 CET 13ª giornata | Eintracht Braunschweig | 1 – 2 | Oldenburg |  |

| 12 novembre 1994, ore 15:00 CET 14ª giornata | Oldenburg | 0 – 2 | Herzlake |  |

| 19 novembre 1994, ore 15:00 CET 15ª giornata | Göttingen | 1 – 4 | Oldenburg |  |

| 3 dicembre 1994, ore 15:00 CET 16ª giornata | Oldenburg | 2 – 1 | Holstein Kiel |  |

| 11 dicembre 1994, ore 15:00 CET 17ª giornata | Osnabrück | 2 – 0 | Oldenburg |  |

#### Girone di ritorno
| 24 marzo 1995, ore 18:00 CET 18ª giornata | 93 Amburgo | 0 – 0 | Oldenburg |  |

| 5 febbraio 1995, ore 15:00 CET 19ª giornata | Oldenburg | 1 – 1 | Lurup |  |

| 12 febbraio 1995, ore 15:00 CET 20ª giornata | TuS Celle | 2 – 2 | Oldenburg |  |

| 19 febbraio 1995, ore 15:00 CET 21ª giornata | Oldenburg | 1 – 2 | Lubecca |  |

| 25 febbraio 1995, ore 15:00 CET 22ª giornata | Hoisdorf | 0 – 2 | Oldenburg |  |

| 5 marzo 1995, ore 15:00 CET 23ª giornata | Oldenburg | 1 – 1 | Werder Brema II |  |

| 12 marzo 1995, ore 15:00 CET 24ª giornata | Wilhelmshaven | 1 – 1 | Oldenburg |  |

| 19 marzo 1995, ore 15:00 CET 25ª giornata | Oldenburg | 4 – 0 | Bremerhaven FC |  |

| 2 aprile 1995, ore 15:00 CEST 26ª giornata | Oldenburg | 1 – 2 | Lüneburger |  |

| 7 aprile 1995, ore 18:00 CEST 27ª giornata | Concordia Amburgo | 0 – 2 | Oldenburg |  |

| 23 aprile 1995, ore 15:00 CEST 28ª giornata | Oldenburg | 1 – 1 | Amburgo II |  |

| 28 aprile 1995, ore 18:00 CEST 29ª giornata | Kickers Emden | 1 – 0 | Oldenburg |  |

| 7 maggio 1995, ore 15:00 CEST 30ª giornata | Oldenburg | 2 – 2 | Eintracht Braunschweig |  |

| 12 maggio 1995, ore 18:00 CEST 31ª giornata | Herzlake | 1 – 1 | Oldenburg |  |

| 21 maggio 1995, ore 15:00 CEST 32ª giornata | Oldenburg | 3 – 0 | Göttingen |  |

| 28 maggio 1995, ore 15:00 CEST 33ª giornata | Holstein Kiel | 1 – 3 | Oldenburg |  |

| 3 giugno 1995, ore 15:00 CEST 34ª giornata | Oldenburg | 4 – 2 | Osnabrück |  |

## Statistiche

### Statistiche di squadra
| Competizione      | Punti | In casa | In casa | In casa | In casa | In casa | In casa | In trasferta | In trasferta | In trasferta | In trasferta | In trasferta | In trasferta | Totale | Totale | Totale | Totale | Totale | Totale | DR  |
| Competizione      | Punti | G       | V       | N       | P       | Gf      | Gs      | G            | V            | N            | P            | Gf           | Gs           | G      | V      | N      | P      | Gf     | Gs     | DR  |
| ----------------- | ----- | ------- | ------- | ------- | ------- | ------- | ------- | ------------ | ------------ | ------------ | ------------ | ------------ | ------------ | ------ | ------ | ------ | ------ | ------ | ------ | --- |
| Regionalliga Nord | 54    | 17      | 6       | 7       | 4       | 26      | 21      | 17           | 8            | 5            | 4            | 23           | 18           | 34     | 14     | 12     | 8      | 49     | 39     | +10 |
| Totale            | 54    | 17      | 6       | 7       | 4       | 26      | 21      | 17           | 8            | 5            | 4            | 23           | 18           | 34     | 14     | 12     | 8      | 49     | 39     | +10 |

### Andamento in campionato
| Giornata  | 1 | 2 | 3 | 4 | 5 | 6 | 7 | 8 | 9 | 10 | 11 | 12 | 13 | 14 | 15 | 16 | 17 | 18 | 19 | 20 | 21 | 22 | 23 | 24 | 25 | 26 | 27 | 28 | 29 | 30 | 31 | 32 | 33 | 34 |
| --------- | - | - | - | - | - | - | - | - | - | -- | -- | -- | -- | -- | -- | -- | -- | -- | -- | -- | -- | -- | -- | -- | -- | -- | -- | -- | -- | -- | -- | -- | -- | -- |
| Luogo     | C | T | C | T | C | T | C | T | T | C  | T  | C  | T  | C  | T  | C  | T  | T  | C  | T  | C  | T  | C  | T  | C  | C  | T  | C  | T  | C  | T  | C  | T  | C  |
| Risultato | N | V | V | V | N | V | P | P | P | V  | N  | N  | V  | P  | V  | V  | P  | N  | N  | N  | P  | V  | N  | N  | V  | P  | V  | N  | P  | N  | N  | V  | V  | V  |
| Posizione | 7 | 4 | 3 | 2 | 3 | 1 | 3 | 3 | 9 | 6  | 6  | 5  | 4  | 6  | 5  | 3  | 5  | 4  | 4  | 6  | 7  | 6  | 5  | 6  | 5  | 6  | 5  | 5  | 5  | 5  | 5  | 5  | 5  | 5  |

Legenda:

Luogo: C = Casa; T = Trasferta. Risultato: V = Vittoria; N = Pareggio; P = Sconfitta.